# Tramea binotata
Die Tramea binotata ist eine der 28 Libellenarten der Gattung Tramea aus der Unterfamilie Pantalinae. Sie tritt von Florida bis Südbrasilien auf.

## Beschreibung
Die Imago der Tramea binotata erreicht eine Länge von 46 Millimetern. Die 36 Millimeter messenden Hinterflügel sind bis auf ein schwarzes Band an der Basis durchsichtig. Der Körper ist überwiegend schwarz. Die Stirn ist bei den Männchen metallisch violett, wohingegen jene der Weibchen metallisch dunkelblau ist. Der Hamulus der Männchen ist klein, die Vulvar lamina der Weibchen ist kürzer als das neunte Segment.

## Forschungsgeschichte
Erstmals beschrieben wurde ein brasilianisches Männchen als Libellula binotata durch Rambur im Jahr 1842. Der Holotyp befindet sich heute in der Serville's Collection. Im Jahr 1867 beschrieb Brauer drei weitere Exemplare die aus Brasilien stammen und sich heute im Naturhistorischen Museum Wien befinden. Dabei beschrieb er ein Männchen als Tramea subbinotata. Bei den anderen beiden gab er kein Geschlecht an und beschrieb sie als Tramea longicauda und Tramea brasiliana. Eine weitere Beschreibung – wiederum an einem brasilianischen Männchen – als Tramea paulina erfolgte 1910 durch Förster. Ris erkannte dann 1913 bei einer eigenen Beschreibung die Gleichheit der Arten. 1943 beschrieb Whitehouse noch ein Männchen aus Jamaica als Tramea walkeri. Das Exemplar befindet sich heute in der Whitehouse's Collection.

## Beschreibungen
- F. Brauer: Neue exotische Odonaten. In: Verhandlungen K K zoologisch-botanischen Gesellschaft Wien. Band 17, 1867, S. 811–816.
- F. C. Whitehouse: A guide to the study of dragonflies of Jamaica. In: Bulletin Institute Jamaica (Science Series). Band 3, 1943, S. 1–69, figs. various.
- F. Foerster: Beiträge zu den Gattungen und Arten der Libellen II. In: Wiener Entomologische Zeitung. Band 29, Nr. 2/3, 1910, S. 51–56.
- P. Rambur: Histoire naturelle des insectes. Névroptères. In: Librairie Encyclopédique de Roret. Paris 1842, S. 1–534, incl. pl. 1-12.